# Jamu Mare
Jamu Mare (en hongrois : Nagyzsám, en allemand : Großscham) est une commune du județ de Timiș en Roumanie.